# Пуатевинское наречие
Пуатевинский язык (Poetevin) — язык, употребляемый в Пуату. Это один из региональных языков Франции. Этот язык классифицируется как ойльский, однако имеет ряд особенностей, характерных для окситанского языка. Пуатевинский язык распространён на территории, находившейся на границе распространения ойльского и окситанского языков (географические названия говорят об историческом преобладании окситанского языка). Впоследствии язык ойль распространился на юге Франции, поглотив местные диалекты окситанского языка.
Слово Poetevin в широком смысле обозначает также parlanjhe («язык»). Французский писатель Франсуа Рабле упоминал, что изучил пуатевинский, а также ряд других языков, когда он обучался в Фонтене-ле-Конте. На пуатевинском языке также немного говорил Франсуа Вийон.
Наиболее ранние письменные документы на пуатевинском языке датируются XIII веком и представляют собой уставы и правовые документы. Носителей этого языка называли пуатевинцами. Наиболее ранний печатный документ на пуатевинском языке датируется 1554 годом (La Gente Poitevinrie). Также с XIX века на пуатевинском языке стали создаваться пьесы и драматические монологи, олицетворявшие литературный пуатевинский язык. С XX века стали регулярно выходить газеты (в особенности начиная с публикации еженедельника Le Subiet в 1901 году). Издательство Geste Editions выпустило большое количество книг на и о пуатевинском языке.
В 1973 году была предложена стандартная орфография.
В восточной части региона Пуату проживает меньшинство, говорящее на окситанском языке. За пределами Франции на пуатевинском языке говорят в Северной Калифорнии, особенно в округах Сакраменто, Плумасе, Техаме и Сискию.